# Lyon-Saint Exupéry flygplats
Lyon-Saint Exupéry flygplats (franska: Aéroport Lyon–Saint Exupéry) är en internationell flygplats sydöst om staden Lyon i regionen Auvergne-Rhône-Alpes i Frankrike. Den invigdes 1975 och har årligen cirka 9 miljoner passagerare.

## Geografi
Lyon–Saint Exupéry är i första hand belägen i kommunen Colombier-Saugnieu, 25 kilometer öster om Lyons centrum. Flygplatsen täcker en yta på 2 000 hektar (20 km²), varav 900 hektar är omgivande buffertzon. Delar av flygplatsområdet är även beläget i grannkommunerna Pusignan, Genas och Saint-Bonnet-de-Mure. 
Flygplatsen är den största i östra Frankrike och konkurrerar med Genèves internationella flygplats om turismen till de franska och västschweiziska Alperna. Den har två start- och landningsbanor (båda med beläggning av asfalt), med 4 000 respektive 2 670 meters längd. Sedan 1994 finns en TGV-station i direkt anslutning till flygterminalerna, Gare de Lyon Saint-Exupéry. Motorvägen A432 löper direkt öster om flygplatsen, med anslutande väg till flygterminalerna.

## Historik
Flygplatsen invigdes den 12 april 1975 av president Valéry Giscard d'Estaing, under namnet Lyon Satolas. Syftet med flygplatsen var att ersätta den gamla Lyon-Bron flygplats; denna kunde inte kunde utvidgas mer på grund av att den var belägen i ett stadsområde.
År 2000 bytte flygplatsen namn för att hedra den franske flygaren och författaren Antoine de Saint-Exupéry. Flygplatsen har IATA-koden LYS, vilket är kvar från dess ursprungliga namn Lyon Satolas.

## Statistik
Flygplatsen passeras årligen av cirka 9 miljoner passagerare (2015). Av dessa räknas drygt fem miljoner som internationella passagerare och cirka tre miljoner som inrikesresenärer. 2015 reste cirka 2,5 miljoner av passagerarna med lågprisflygbolag. Flygplatsen är årligen föremål för drygt 100 000 "flygrörelser" (starter eller landningar), varav över 95 procent rör passagerartransporter och resten godstransporter.
Aéroport Lyon–Saint Exupéry är med sina cirka 9 miljoner årliga resenärer den fjärde mest frekventerade flygplatsen i Frankrike, efter Paris–Charles de Gaulle, Paris–Orly och Nice–Côte d'Azur.

Sökfråga på wikidata efter rådata.